# TSG 1899 Hoffenheim (femení)
El TSG 1899 Hoffenheim femení és la secció femenina del TSG 1899 Hoffenheim, un club de futbol de Sinsheim. Juga a la Bundeslliga alemanya, on va debutar a la temporada 2013/14 i el seu millor resultat és una 6ª posició a l'edició següent.